# Acanthoderes quatuordecimguttata
Acanthoderes quatuordecimguttata är en skalbaggsart som först beskrevs av Carl Johan Schönherr 1817.  Acanthoderes quatuordecimguttata ingår i släktet Acanthoderes och familjen långhorningar. Inga underarter finns listade i Catalogue of Life.